# Frontinella tibialis
Frontinella tibialis is een spinnensoort in de taxonomische indeling van de hangmatspinnen (Linyphiidae).
Het dier behoort tot het geslacht Frontinella. De wetenschappelijke naam van de soort werd voor het eerst geldig gepubliceerd in 1902 door Frederick Octavius Pickard-Cambridge.